# Croton stoechadis
Espèce
Croton stoechadis est une espèce de plantes à fleurs du genre Croton et de la famille des Euphorbiaceae, présente du Brésil (Minas Gerais) au Paraguay.
Il a pour synonymes :
- Croton serratifolius var. silvaticus, Chodat & Hassl., 1905
- Croton stoechadis, var. silvaticus, (Chodat & Hassl.) Croizat
- Oxydectes stoechadis, (Baill.) Kuntze